# Носковська волость
Носковська волость — історична адміністративно-територіальна одиниця Пружанського повіту Гродненської губернії Російської імперії (волость). Волосний центр — село Носки.
Станом на 1885 рік складалася з 29 поселень, 18 сільських громад. Населення — 4587 осіб, 397 дворових господарств, 11 361 десятина землі (1574 — орної).

## У складі Польщі
Після анексії Полісся Польщею волость отримала назву ґміна Носкі Пружанського повіту Поліського воєводства Польської республіки (гміна). Адміністративним центром був село Носки.
Станом на 1926 рік ґміну складали: 21 село, 6 фільварків, 2 селища, 4 околиці, 2 колонії.
Ґміна Носкі ліквідована розпорядженням Міністра Внутрішніх Справ 5 січня 1926 р. з приєднанням населених пунктів:
- до ґміни Сєлєц — села: Давидовичі, Деці, Жохали, Панасовичі, Раковичі, Рогачі, Утрани, Хвалевичі, фільварки: Гаврилковичі, Галове, Давидовичі, Полонний Груд, селище: Лучиці; околиці: Гаврилковичі, Полонний Груд, Чешки;
- до ґміни Руднікі з адміністративним центром Хорево — села: Бориновичі, Залісся, Комлиці, Лисиці, Носки, Новосілки, Піняни, Осільниця, Росохи, Скорці, Смоляниця, Сясюки, Хорево, фільварки: Богуславиці й Маринки, колонії: Кобилівка і Білка, селище: Красник, околиця: Бориновичі;
- до ґміни Пружана — села: Довге і Кругле; фільварки: Довге, Кулики і Старий Куплин.